# 34400 Kimbaxter
34400 Kimbaxter este o planetă minoră (asteroid), cu un diametru de 6,557 km, din centura de asteroizi. A fost descoperită pe 1 septembrie 2000 la Experimental Test Site⁠(d) de Lincoln Near-Earth Asteroid Research. 
Obiectul prezintă o orbită caracterizată de o semiaxă mare de 2,7774274 UAi, o excentricitate de 0,16, o înclinație de 7,37312 ° în raport cu ecliptica.